# Randall i duch Hopkirka
Randall i duch Hopkirka – brytyjski serial kryminalny zrealizowany w 1968 r. i po raz pierwszy wyemitowany w latach 1969–1970.

## O serialu
Bohaterami serialu jest nietypowa para detektywów - Jeff Randall i Marty Hopkirk, który jest duchem. Hopkirk zostaje zamordowany, po czym przybywa na ziemię jako duch, pomagając Randallowi w rozwiązywaniu zagadek kryminalnych. W założeniu Randall jest jedyną osobą, która widzi i może rozmawiać z duchem swego partnera (okazjonalnie umiejętność tę prezentują w poszczególnych odcinkach i inne osoby, np. psychiatrzy, ich pacjenci poddawani hipnozie, duch gangstera z czasów amerykańskiej prohibicji czy osoby pod wpływem alkoholu).
Serial pokazano w polskiej telewizji w 1971 roku, a później parokrotnie powtórzono, m.in. podczas wakacji 1997 w cyklu Kino letnie w TVP 1.
W 2000 powstała nowa, 13-odcinkowa wersja serialu.

## Obsada podstawowa
- Mike Pratt jako Jeff Randall
- Kenneth Cope jako Marty Hopkirk
- Annette Andre jako Jeannie Hopkirk
- Ivor Dean jako inspektor Large

W epizodach wystąpili m.in.: Peter Vaughan, Nigel Terry, Brian Blessed.

## Reżyserzy
- Jeremy Summers
- Ray Austin
- Cyril Frankel
- Leslie Norman

## Scenarzyści
- Dennis Spooner
- Donald James
- Tony Williamson
- Ralph Smart
- Gerald Kelsey